# Five Leaves Left
| Recensione                        | Giudizio            |
| --------------------------------- | ------------------- |
| AllMusic                          | [ 2 ]               |
| Pitchfork                         | [ 3 ]               |
| The New Rolling Stone Album Guide | [ 4 ]               |
| Sputnikmusic                      | 5.0 (Classic)       |
| Piero Scaruffi                    | [ 6 ]               |
| Ondarock                          | (Disco consigliato) |
| Dizionario del Pop-Rock           | [ 8 ]               |
| 24.000 dischi                     | [ 9 ]               |

Five Leaves Left è il primo album in studio del cantautore britannico Nick Drake, pubblicato nel 1969 dalla Island Records.

## Descrizione
Il titolo dell'album fu ispirato dalle confezioni di cartine per sigarette Rizla+ nelle quali, all'epoca, un biglietto inserito prima delle ultime cinque cartine riportava la scritta only five leaves left. La coincidenza col fatto che Drake morì cinque anni dopo l'uscita di quest'album diede adito all'ipotesi a posteriori che l'autore meditasse di togliersi la vita già dal 1969 e avesse voluto celare nel titolo il termine di cinque anni. In realtà è più plausibile che la frase giocasse semplicemente sul significato comune di leaves (foglie) per creare un doppio senso inteso per essere colto al volo dai fumatori che usavano cartine e in particolare dai consumatori di marijuana come lo stesso Drake.

I testi dell'intero album riflettono una poetica malinconica e introversa destinata a rimanere una costante di tutta l'opera di Drake. Nel brano Fruit Tree in particolare, l'autore sembra presagire la propria fortuna unicamente postuma:

...e rivolgendosi all'«albero da frutto» del titolo come a se stesso, conclude: 
Sull'album compaiono, fra gli altri, Richard Thompson, chitarrista dei Fairport Convention, il contrabbassista dei Pentangle Danny Thompson e il pianista Paul Harris. Quattro brani dell'album sono arrangiati per archi da Robert Kirby, vecchio amico di college di Drake che con lui collaborerà anche sull'album seguente. L'orchestrazione del brano River Man fu invece affidata a Harry Robinson, compositore scozzese di musiche per il cinema, il teatro e la televisione: Robert Kirby in anni seguenti affermò che ciò avvenne perché egli stesso aveva trovato impossibile scrivere un arrangiamento su un metro di 5/4.

## Tracce
Testi e musiche di Nick Drake
Lato A
1. Time Has Told Me – 3:56
2. River Man – 4:28
3. Three Hours – 6:01
4. Way to Blue – 3:05
5. Day Is Done – 2:22

Lato B
1. 'Cello Song – 3:58
2. The Thoughts of Mary Jane – 3:12
3. Man in a Shed – 3:49
4. Fruit Tree – 4:42
5. Saturday Sun – 4:00

Sulle prime edizioni in vinile, i titoli Way to Blue e Day Is Done compaiono scambiati fra loro in copertina rispetto all'ordine delle tracce sul disco; alcune edizioni in CD riproducono sul libretto la grafica originale con l'errore, ma riportano anche la lista corretta dei brani; il titolo 'Cello Song, infine, su un paio di edizioni compare senza l'apostrofo dell'aferesi.

## Formazione
Musicisti
- Nick Drake – voce (tutti i brani), chitarra folk (tracce: 1-4, 6-10).
- Rocky Dzidzornu – conga (tracce: 3, 6)
- Tristan Fry – batteria, vibrafono (traccia: 10)
- Paul Harris ( – pianoforte (tracce: 1, 8)
- Robert Kirby – arrangiamento archi (tracce: 4, 5, 7, 9)
- Clare Lowther – violoncello (traccia: 6)
- Harry Robinson – arrangiamento archi (traccia: 2)
- Richard Thompson – chitarra elettrica (traccia: 1)
- Danny Thompson – contrabbasso (tracce: 1, 3, 6, 8, 10)

Note aggiuntive
- Joe Boyd – produttore (per la Witchseason Productions Ltd.)
- Registrato al Sound Techniques di Londra
- John Wood – ingegnere delle registrazioni
- Keith Morris – fotografie
- Diogenic Attempts Ltd. – grafica[15]

## Classifiche
| Classifica (2021) | Posizione massima |
| ----------------- | ----------------- |
| Grecia            | 11                |